# Domselaar
Domselaar är en ort i Argentina.   Den ligger i provinsen Buenos Aires, i den centrala delen av landet, 50 km söder om huvudstaden Buenos Aires. Domselaar ligger 23 meter över havet och antalet invånare är 1 711.
Terrängen runt Domselaar är mycket platt. Närmaste större samhälle är Guernica, 19,5 km nordväst om Domselaar.
Trakten runt Domselaar består till största delen av jordbruksmark. Runt Domselaar är det ganska glesbefolkat, med 22 invånare per kvadratkilometer.